# Lophocoronidae
Lophocoronidae es una familia de insectos lepidópteros, la única representante de la superfamilia Lophocoronoidea. Son pequeñas mariposas nocturnas de Australia, con una biología desconocida (Common, 1990; Kristensen y Nielsen, 1996; Kristensen, 1999).
Se conoce un solo género, Lophocorona, hay 6 especies descritas, pero la cifra podrá aumentar puesto que hay ejemplares para estudiar.

## Especies
- Lophocorona astiptica Common, 1973
- Lophocorona commoni Nielsen & Kristensen, 1996
- Lophocorona flavicosta Nielsen & Kristensen, 1996
- Lophocorona melanora Common, 1973
- Lophocorona pediasia Common, 1973
- Lophocorona robinsoni Nielsen & Kristensen, 1996